# Gare de Renescure
Gare de Renescure vasútállomás Franciaországban, Renescure településen.

## Vasútvonalak
Az állomást az alábbi vasútvonalak érintik:
- Lille–Fontinettes-vasútvonal

## Kapcsolódó állomások
A vasútállomáshoz az alábbi állomások vannak a legközelebb:
- Gare de Saint-Omer
- Gare d’Ebblinghem